# Augusto Abegg
Augusto Abegg (Zurigo, 31 dicembre 1861 – Torino, 2 novembre 1924) è stato un imprenditore, dirigente d'azienda e filantropo svizzero naturalizzato italiano.

## Biografia
Nato a Zurigo da Carlo Abegg, banchiere ed industriale tessile svizzero, eminente figura della Banca Commerciale Italiana, frequentò gli studi a Zurigo e poi a Ginevra in Svizzera, trasferendosi appena diciottenne a Torino, all'epoca sede di numerosi imprenditori elvetici.
Nel 1880 fondò a Borgone Val di Susa, insieme al connazionale svizzero Emilio Wild (1857-1944) l'azienda tessile Wild & Abegg. Per seguire al meglio lo sviluppo dello stabilimento, Augusto Abegg ed Emilio Wild si stabilirono a Borgone, in una villa adiacente allo stabilimento. Il cotonificio si sviluppò in fretta, aprendo altri stabilimenti a Bussoleno (1886) e nella stessa Torino (1893), nel popolare quartiere San Donato. Nel giro di pochi anni, il cotonificio Wild & Abegg, che si era intanto specializzato nella produzione di filati sempre più fini, era il più importante del Piemonte insieme a quello di Napoleone Leumann, anch'egli svizzero, ed uno dei più importanti d'Italia.
Nel 1889 Augusto Abegg sposò la zurighese Anna Rüegg. Con Wild, il senatore Giovanni Agnelli e altri imprenditori fu promotore nel 1906 della Lega industriale di Torino in Piemonte.
Nel 1906 i soci Wild e Abegg fondano la società anonima Cotonificio Vallesusa. Nel 1913 Wild cedette ad Abegg l'intero pacchetto azionario. Il suo posto in azienda fu rilevato da Carlo Abegg (1860-1943), fratello maggiore di Augusto Abegg, che dopo un'iniziale formazione in Italia, aveva lavorato in Estremo Oriente e in America. Poiché però egli dirigeva una filatura in Russia (da lui fondata nel 1894), le redini del comando rimasero saldamente nelle mani di Augusto.
Durante la prima guerra mondiale, i fratelli Carlo Abegg e Augusto Abegg acquistarono anche una filatura a Pianezza vicino a Torino, una a Susa e aprirono un nuovo stabilimento a Perosa Argentina.
Augusto era inoltre Membro dei Consigli d'Amministrazione della SIP (Società Idroelettrica Piemonte), della Snia Viscosa (dal 1922), del Credito Italiano e di diverse altre aziende e banche del Nord Italia. Fu presidente del Cotonificio Vallesusa fino alla sua morte, ma non rinunciò mai alla nazionalità svizzera. 
Augusto Abegg morì improvvisamente a Torino il 2 novembre 1924. Il suo corpo ricevette il rito funebre di cremazione presso il Cimitero di Torino (da ricerche di Maria Canella), ma i suoi funerali ufficiali si svolsero a Zurigo in Svizzera.
A testimonianza del suo rapporto con la città di Torino, Augusto lasciò 10 milioni di lire per la costruzione di un padiglione a Torino, ancor oggi a lui dedicato, all'Ospedale Molinette. Suo erede fu il nipote Werner Abegg.